# Rotor contrarotatif
Pour les articles homonymes, voir Rotor.

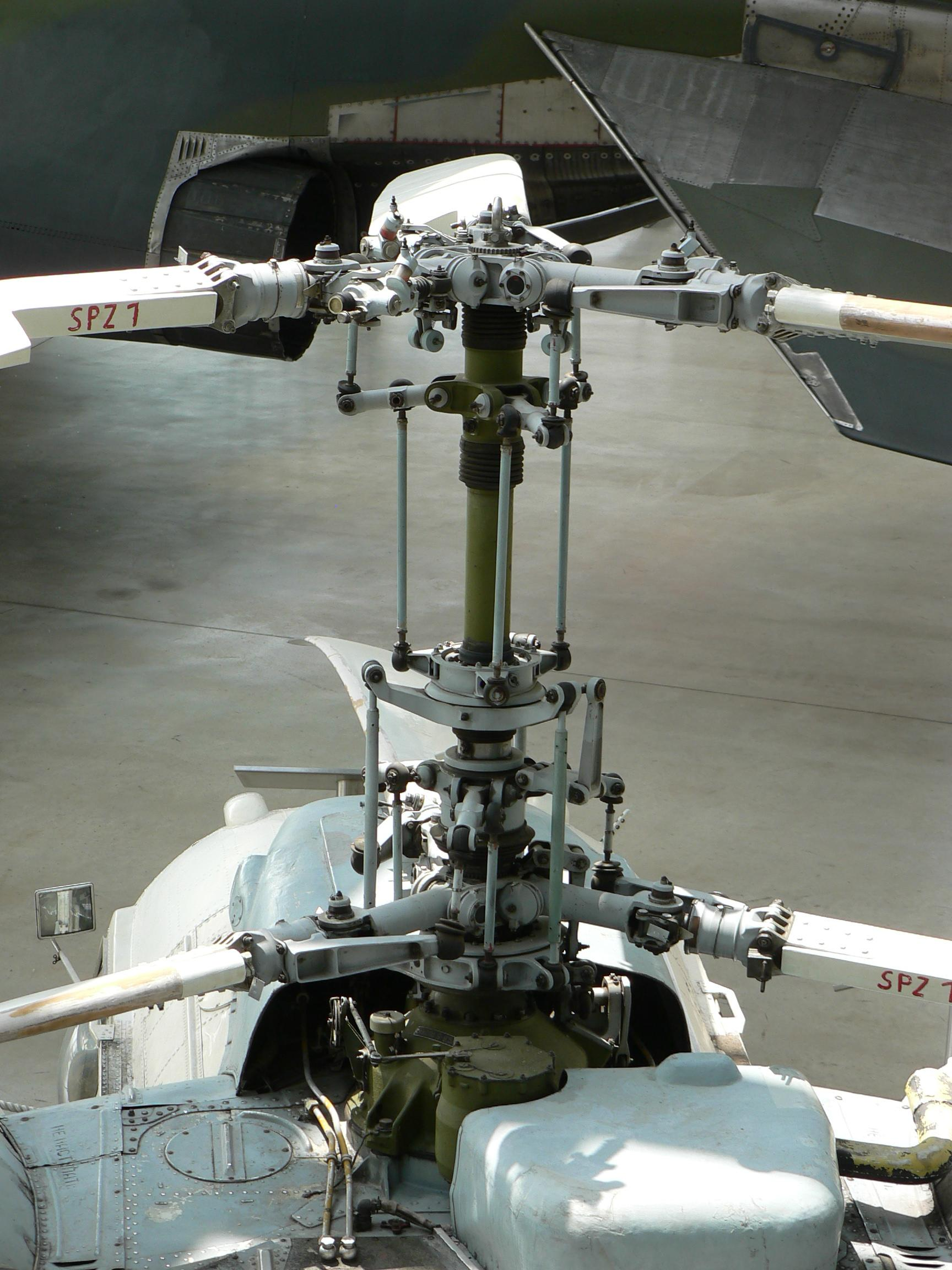
Rotor principal typique des appareils Kamov (ici celui du Kamov Ka-26)

Le rotor contrarotatif est un type de rotor principal d'hélicoptère.
Il s'agit d'utiliser deux rotors principaux de caractéristiques égales mais tournant en sens opposés pour annuler les effets de couple et ainsi, faire l'économie du rotor anticouple et d'augmenter la charge utile.

## Types
Les rotors contrarotatifs peuvent être :
Coaxiaux : Breguet Gyroplane Laboratoire (1933), Breguet G.111 (1949), appareils de la société Kamov comme le Kamov Ka-26, le Kamov Ka-50 etc. ou l'ULM EDM Aerotec CoAX 2D
En ligne : Focke-Achgelis Fa 223 Drachen
En file : Piasecki HUP-3, Boeing CH-47 Chinook
En V : Flettner Fl 282 Kolibri et Kaman K-Max. Voir rotor engrenant.
En tandem
Du fait de sa nature, le convertible V-22 Osprey est le seul aéronef opérationnel de type ADAV présentant des rotors contrarotatifs et des hélices contrarotatives. EADS a travaillé avec d'autres partenaires depuis 1987 sur un projet comparable appelé EuroFAR (European Future Advanced Rotorcraft).

## Fonctionnement des hélicoptères à  rotor contrarotatif

Hélicoptère birotor coaxiaux contrarotatifs : schéma vu du dessus.

Les deux hélices contrarotatives provoquent une aspiration vers le haut, et une poussée vers le bas.

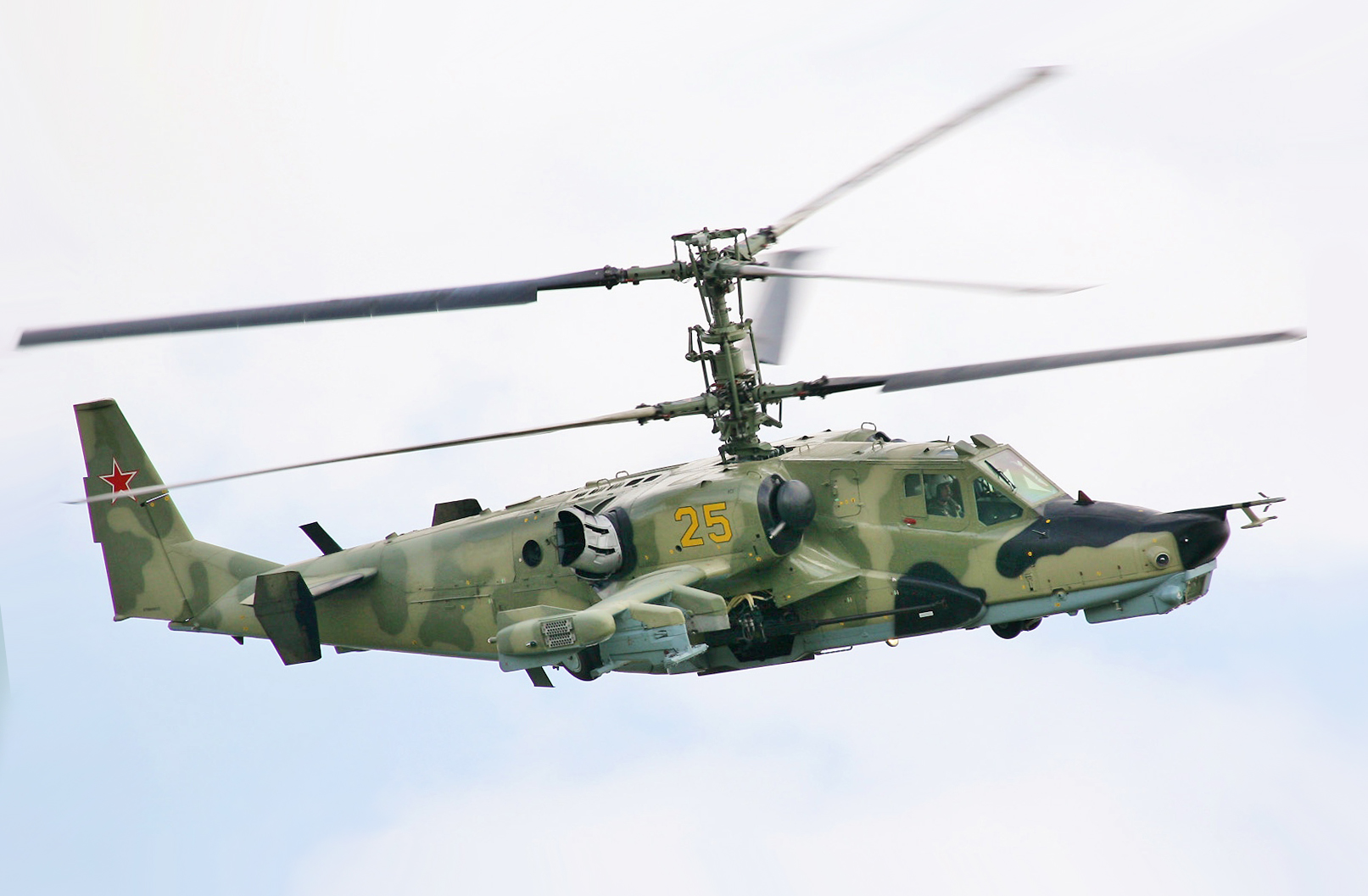
Le Kamov Ka-50, hélicoptère de combat à rotors contrarotatifs.

## Aéromodélisme

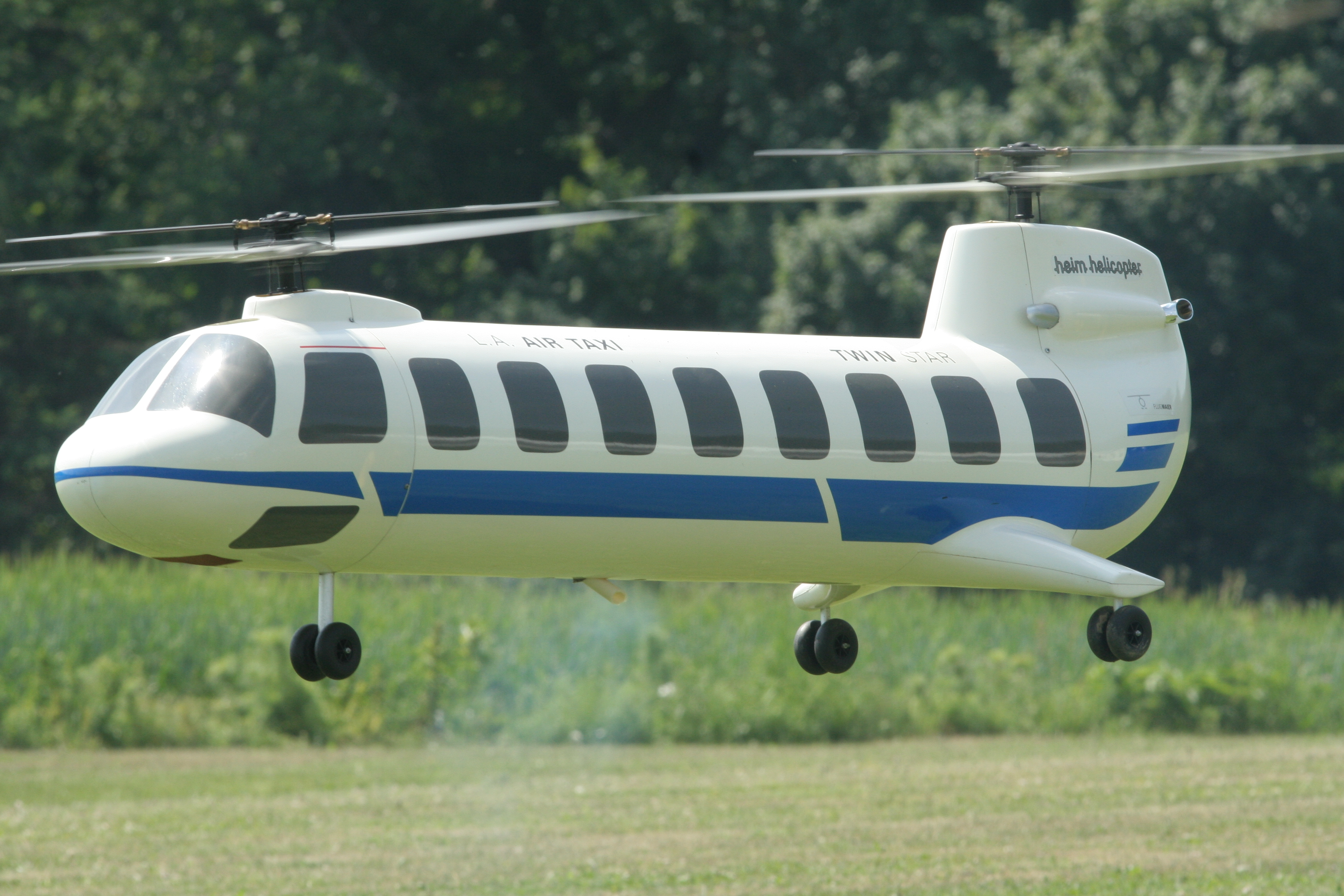
Hélicoptère radiocommandé à deux rotors en tandem

### Hélicoptères birotors coaxiaux
Les hélicoptères radiocommandés birotor coaxiaux sont particulièrement destinés à l'apprentissage du pilotage. Ils sont plus stables et plus simples à contrôler que les hélicoptères normaux. Ils possèdent deux rotors superposés tournant en sens opposés et ne possèdent pas de rotor de queue. Le Dragonfly 53 et le Micro 47G sont des exemples de modèles
à rotors contrarotatif.

### Drones coaxiaux
Les drones de type multirotor existent en de nombreuses configurations de moteurs: tricopter, quadcopter, hexacoptere et octocopter. Pour toutes ces configurations, il existe des modèles de type coaxial permettant une plus grande stabilité et autonomie de vol grâce au gain de poids tout en soulevant davantage de charge utile. En effet, chaque bras supporte ainsi deux moteurs, tournant en sens opposés. L'un fait face au sol tandis que l'autre est orienté vers le ciel. Ainsi, il est possible d'avoir un octorotor au format quadcopter coaxial.

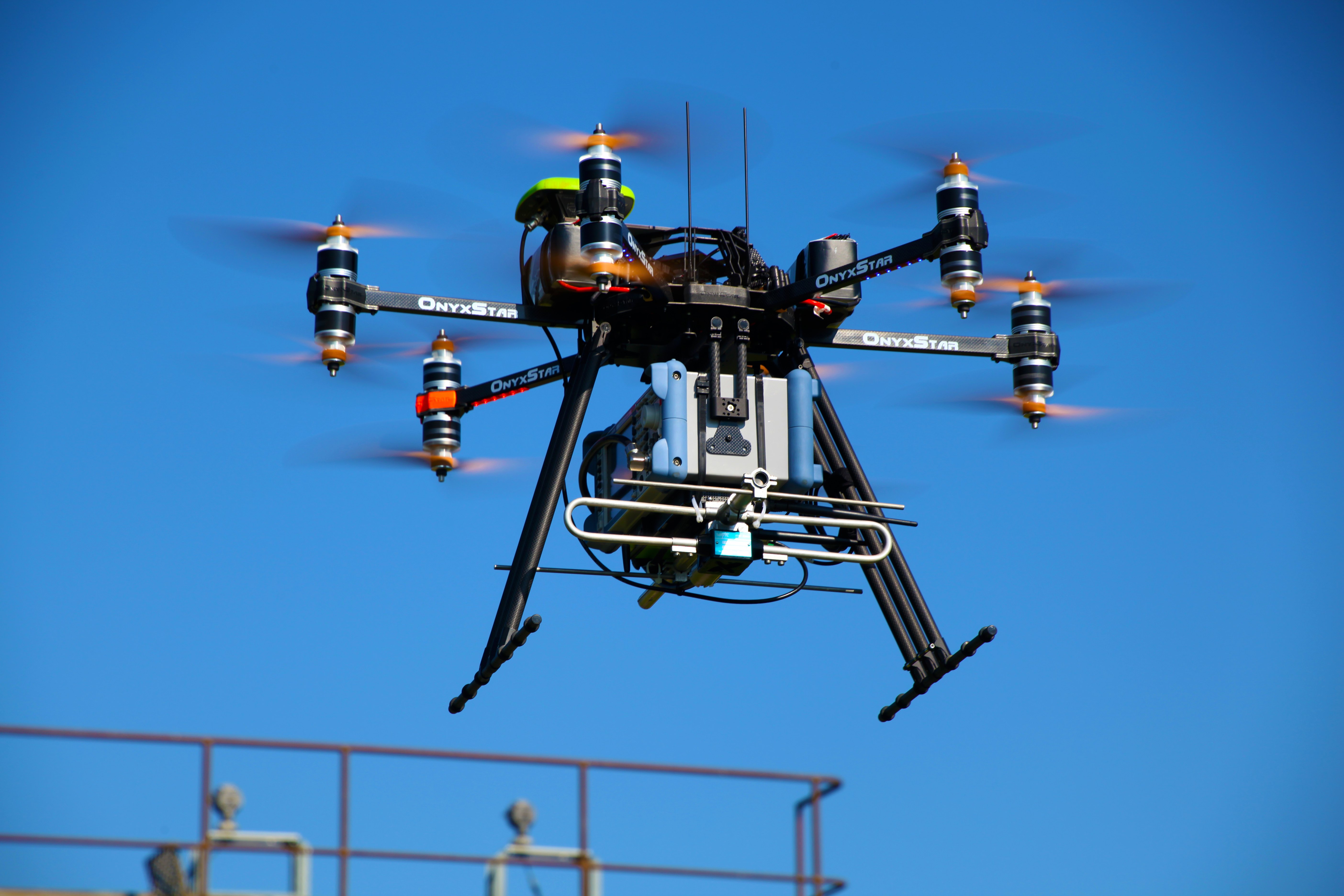
Hexacoptère coaxial - OnyxStar HYDRA-12 d'AltiGator